# Mantı
Mantı (turc) és un plat de pasta farcida (de carn) de la cuina turca. També es fa a les cuines dels països veïns, especialment del Caucas (Armènia, Azerbaidjan).

## Elaboració
A Turquia el mantı es fa utilitzant una de dues tècniques: bullit o al forn.

## Galeria

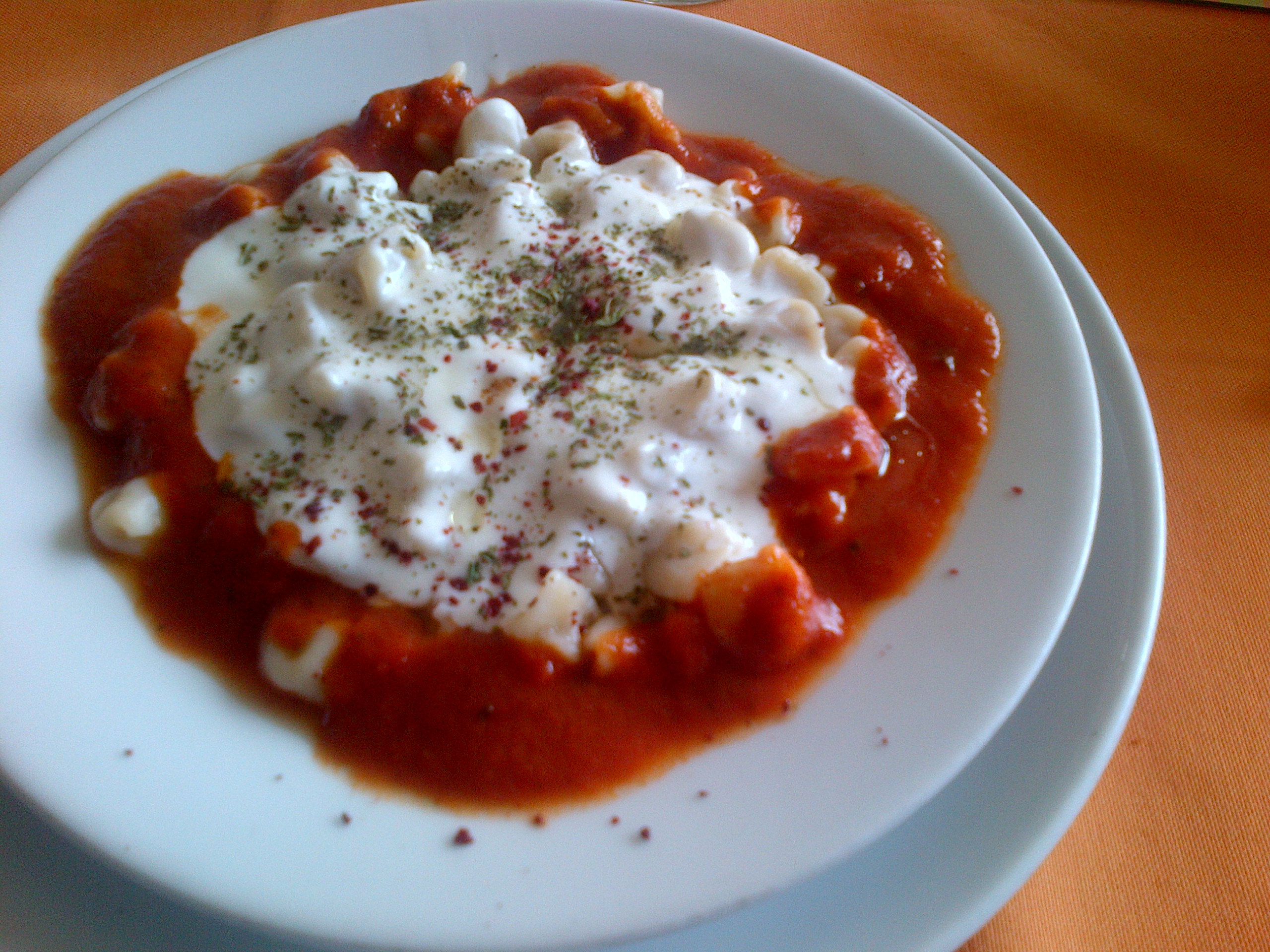
Mantı turc quotidià.
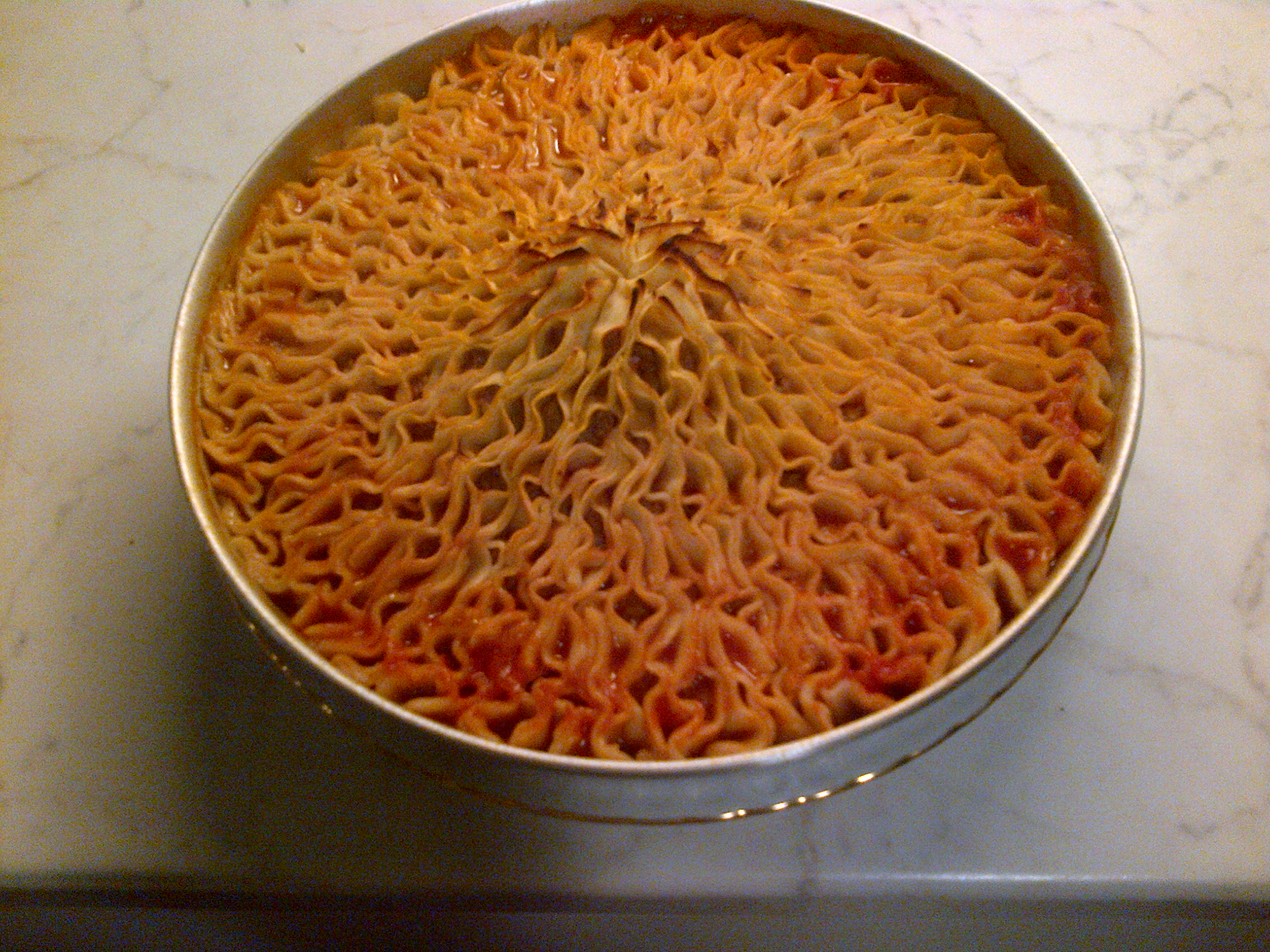
Fırın mantı (mantı al forn) acabat de cuinar al forn.
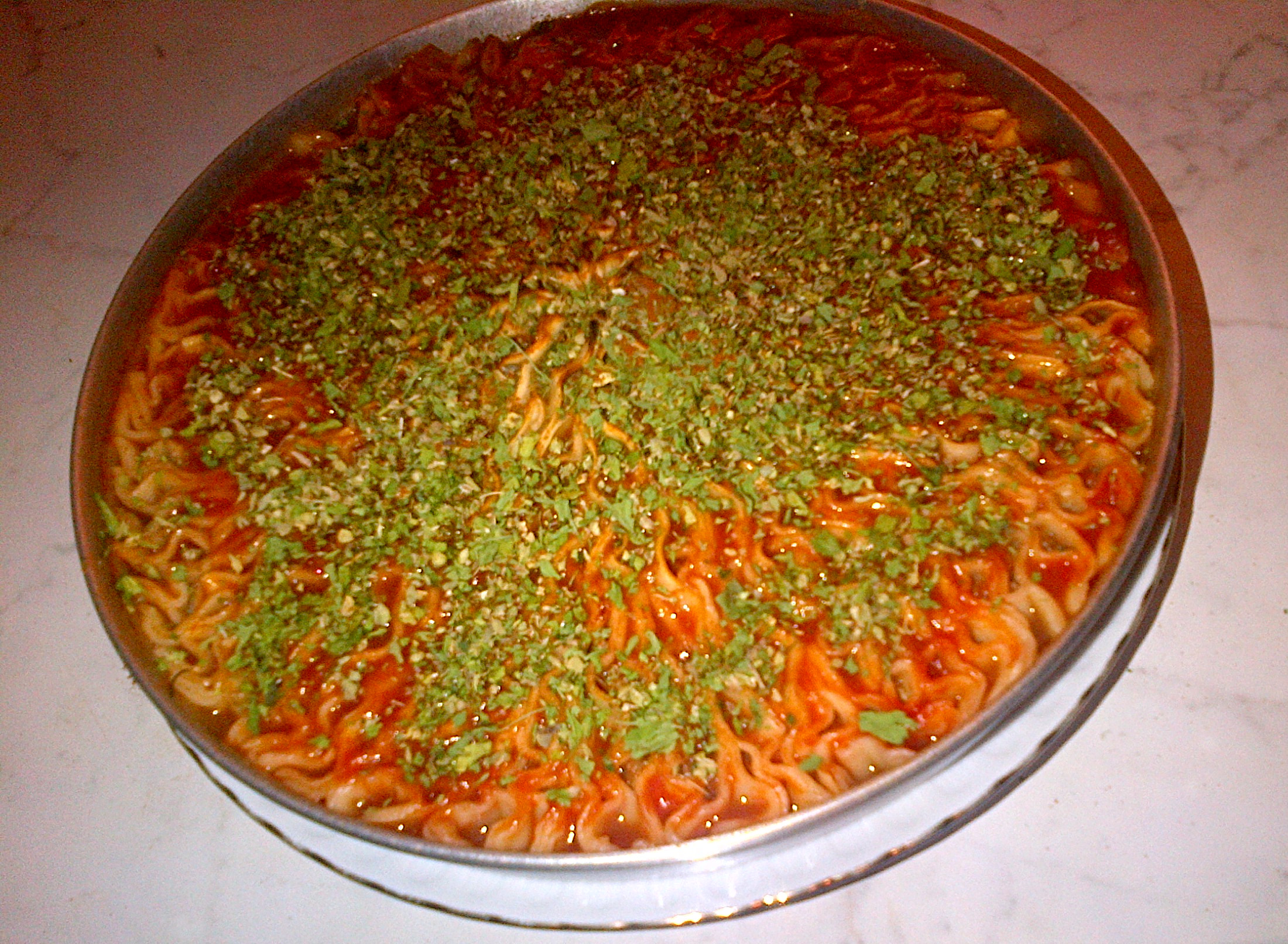
Fırın mantı, amb la salsa de tomàquet i espècies afegides, està a punt per ser servit. El iogurt amb all se serveix individualment.